# Lucie Germain
Pour les articles homonymes, voir Germain.
Lucie Germain est une docteure québécoise. Elle est la coordonnatrice scientifique du laboratoire d’organogenèse expérimentale du Centre hospitalier universitaire de Québec.
Radio-Canada a décerné, à elle et à François Auger, le titre de scientifique de l'année de Radio-Canada en 1998 pour leurs travaux sur les vaisseaux sanguins humains artificiels et sur la peau destinée à des greffes.

## Honneur
- 2022 - Prix Acfas Léo-Pariseau[1], pour les sciences de la santé et les sciences biologiques
- 1998 - Scientifique de l'année par la Société Radio-Canada